# 工具メーカーの一覧
工具メーカーの一覧（こうぐメーカーのいちらん）は世界の工具の製造会社の一覧。
本社所在地をそのメーカーの母国として分類し、各社の特長について概要を記述する。各社が創業者の意志を受継ぎ個性ある工具を開発し続けている。

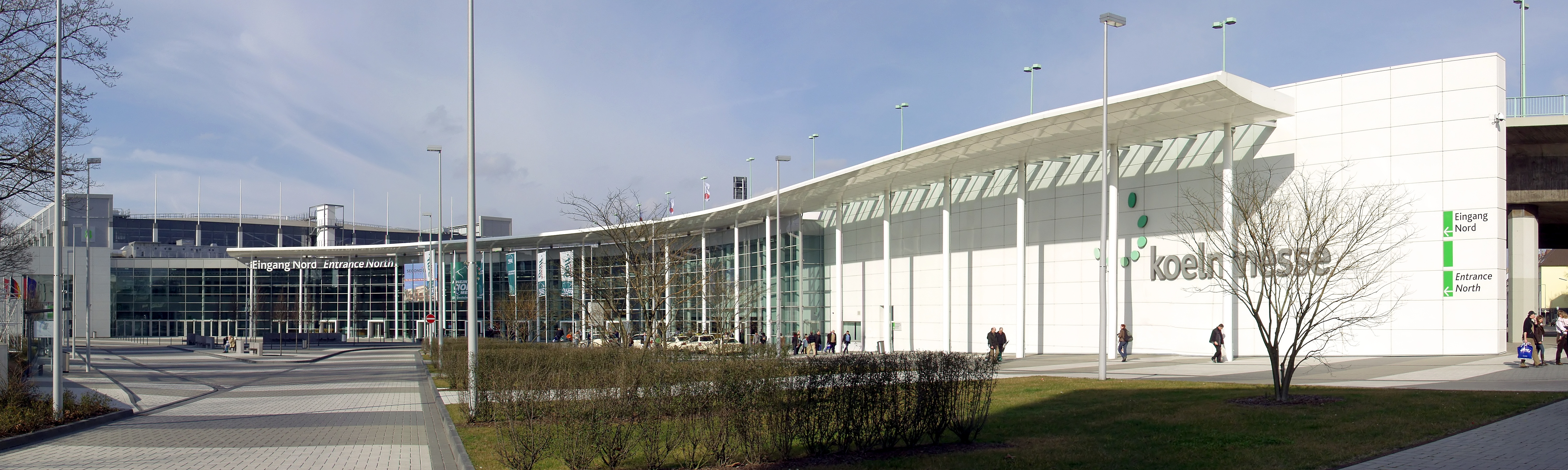
ケルン国際ハードウェアメッセ会場・隔年で開催される工具・建築資材・ロック・DIY関連製品、業界最大の見本市

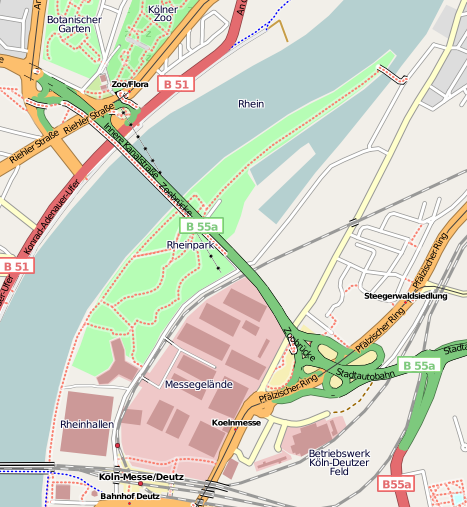
ケルンメッセ会場地図

## 凡例
日本以外の工具メーカー
- 日本語の読み方（英文ブランド名又は会社名） / 本社所在地

創立年、創業者、主力分野や概要
- 親会社と関係ある関連企業（グループ会社等）は字下げ（ぶら下げインデント）で表示

日本の工具メーカー
- 会社名（ブランド名） - 簡単な説明

## アメリカ合衆国
- アペックスツールグループ（英語版）（Apex Tool Group） / メリーランド州スパーク（英語版）

アペックスツールグループは、ダナハーツールグループとクーパーツールの2つの工具メーカーの合弁会社として2010年7月に設立された従業員数7600人の会社。Allen®, Apex®, Armstrong Tools®（アームストロング）, Campbell®, Cleco®, Crescent®（クレセント）, Erem®, GearWrench®（ギアレンチ）, H.K. Porter®, Jacobs® Chuck, Jobox®, K-D Tools®, Lufkin®, Nicholson®, Plumb®, Sata®,Weller®（ウェラー）, Wiss®等30を超える主要ブランドを所有する。2011年の売り上げは、約 $1.2 billion 12億ドル。
- アームストロング（Armstrong Bros. Tool Co.） / イリノイ州シカゴ

1890年に4人兄弟により、アームストロング・ブラザーズ・ツールがシカゴ（イリノイ州）にて創立される。創業時は自転車パーツを製造・供給していた。1909年に鍛造によるスパナを製造する事に始まり、現在では、整備士用工具、配管用工具、切断工具等が主力となっている。APEXツールグループ。2017年3月にブランドの生産終了を予定している。
- クーパー（Cooper Industries） / テキサス州ヒューストン

クーパー・インダストリーズは、1833年に兄弟チャールズとエリアス・クーパーによってマウントバーノン (オハイオ州)に設立された。今やクーパー・インダストリーズは23カ国に製造施設を持ち、世界中で従業員は25,000人以上となっている。電気コンポーネントと工具の世界的な巨大企業。
en:Cooper Toolsは、クーパー・インダストリーズ社の工具部門会社。ハンドツールとパワーツール部門が在り、ハンドツール部門では多くの有名なブランドを保有して市場に出している。Campbell®チェーン、Crescent®レンチとプライヤ、Lufkin®メジャー、Nicholson®やすりとのこぎり、Plumb®ハンマー、H.K.Porter®ボルトカッタ、Weller®、Wiss®金切り鋏。Cooper Hand Tools本社は、ノースカロライナにあり、世界中に工場を持つ国際企業。
2010年にダナハーツールグループとの合弁会社が設立されAPEXツールグループとなった。
- ギアレンチ（GearWrench） / メリーランド州スパーク

GearWrenchはメリーランド州に本拠を置く世界最大のハンドツールメーカーの一つ、アペックスツールグループの 登録商標 USPTO No.3485490。72回送りという細かいラチェット操作のできる特許を取得したラチェットレンチを開発した。
- エッチケーポーター （H.K.Porter） / テキサス州ヒューストン

1880年創立、鋼材・ワイヤー・ケーブルの切断工具（手動式、油圧式、空圧式）のメーカーとして世界中から高い評価を受けている。特に、手動ボルトカッタは有名。現在は、COOPER Hand Toolsグループの傘下にある。
- KDツールズ（KD Tools） / メリーランド州

1919年創立。フォードT型のためにバルブスプリング・リフターの発明から始めて、革新的な自動車用ラチェットレンチ「GearWrench」を発明する。APEXツールグループ。2014年にGearWrenchブランドに統合されてKDブランドは消滅した。
- アルビオン（Albion Engineering Company） / ニュージャージー州ムーアズタウン（英語版）

1929年にアルビオンエンジニアリングは、ペンシルベニア州フィラデルフィアにF.カール・シュナイダーによって設立された。1936年滑らかな棒で駆動するコーキングガンの特許（No.1986166）を取得、以来アルビオンは、コーキングガン市場をリードしている。1937年に、アルビオンは、トリガー作動のグリース塗布ガンの特許を取得している。
- アロー（Arrow Fastener Company LLC） / ニュージャージー州サドルブルック（英語版）

1929年にニューヨーク市に設立された手動タッカー・電動タッカー（staple gun）の専門メーカー。手動タッカーT50®は、世界で最も売れたタッカー。1962年から現在のニュージャージー州に本社工場をおく。マスコ・コーポレーションのメンバー。
- ビッグラグ（BIGGLUGG Inc.） / ニューヨーク州ブルックヘブン（英語版）

1998年、ピーター・カーン（Peter Kahn）発明によるコードレス・ネジ銃の腰ベルト吊り下げ具（電動工具ホルダー）に始まる吊り下げ具専門メーカー。
- ボンダス（Bondhus Corporation） / ミネソタ州モンティセロ

1964年創立。ジョン・ボンダスの発明によるボール・ポイント六角棒レンチ、「ボールドライバー」で創業する。自動車・電気・通信機器・半導体に関連するユーザーに多く使われている。
- チャンネルロック（英語版）（Channellock） / ペンシルベニア州ミードビル（英語版）

1886年、ペンシルベニア州で創立。創業者は、ジョージ・B・ディアメント（George B. DeArment）。蹄鉄工の使用する工具を製造する鍛冶屋のジョージの蹄鉄工用工具の改良から始まる。1902年に、ニッパ、プライヤとオープンエンドスパナを含む製品ラインを拡大する。1933年に「ハワード・マニング」チーフエンジニアが、スリップジョイントスタイルのプライヤを発明する。1935年に特許と商標「CHANNELLOCK」を登録する。
- コーンウェル（英語版）（Cornwell Tools） / オハイオ州ワズワース（英語版）

1919年に鍛冶屋のユージン・コーンウェルは、オハイオ州カイホーガフォールズでCornwell Quality Toolsを設立する。一族経営の会社。鋼材と鍛造熱処理にこだわりを持った高品質の工具を製造し、販売はフランチャイズによるバンセールとディーラーを通じた直接販売方式。手動工具、電動工具、ツールストレージ、自動車診断等の自動車および航空産業用工具メーカー。
- ダナハー（Danaher Corporation） / ワシントンD.C.ペンシルベニア大通り

ダナハーコーポレーションは世界的巨大企業で、その製品は、消費者向け製品の製造とマーケティングの分野に集中している。ビジネスセグメントは4事業で、プロフェッショナル計測、医療技術、工業技術と工具＆コンポーネントだったが、現在、工具に関する部門は2016年に分社化したフォーティブ（Fortive）に移りマトコ・ツールズ（Matco Tools）はフォーティブ傘下になっている。
- ドレメル（Dremel） / イリノイ州マウントプロスペクト

アルバート・J・ドレメルによって、1932年にアメリカのウィスコンシン州ラシーンに創立された。1993年にロバート・ボッシュのグループに加わる。ロータリーツールの代名詞となっている。
- エルンスト（Ernst Manufacturing Inc.） / オレゴン州サンディ（英語版）

1981年に創設者グレッグ・エルンストによりエルンスト・マニュファクチャリング（Ernst Manufacturing）が設立される。メカニックのツールボックス内で安全にソケットを保持できるユニバーサルレールやソケットのクリップ等により工具をキャビネットから取出しやすく整理できるツールストレージ・ホルダーシステムのメーカー。工具業界でも有数のスナップオン、MACツール、SKツール等にも製品を提供している。
- エスティング（Estwing Manufacturing Company） / イリノイ州ロックフォード

1923年にアーネスト・O・エスティング（Ernest O. Estwing）により設立されたハンマーを専門とした工具メーカー。特に地質調査用の鉱石、岩石、化石用ハンマーとして知名度がある。
- フォーティブ（英語版）（Fortive） / ワシントン州エバレット

多国籍企業のダナハーから2016年7月にスピンオフしたコングロマリット企業でワシントン州エバレットに本社を置く。
- マトコ・ツールズ（Matco Tools, Inc.） / オハイオ州ストー

1946年にマックツールズ（MAC Tools）の販売会社マックアライドツールカンパニー（Mac Allied Tool Company）として創業。MATCOのネームはこの会社の頭文字が由来。1979年以降は、マトコツールズとして自動車用整備工具・工具箱を製造し、販売はプロの整備士向けにフランチャイズのバンセールによる。現在は、一般工具・電動工具・エアー工具等13,000以上のアイテムを数え、現在はダナハーから分社したフォーティブの子会社。
- グリーンリー（英語版）（Greenlee Textron） / イリノイ州ロックフォード

グリーンリー・テクストロン（Greenlee Textron）は、電気分野と工業分野の手動工具・油圧機器工具・切削工具の製造販売企業。1862年にロバートとラルフのグリーンリー兄弟で設立され、1986年にはテクストロンの傘下となる。グリーンリーは、フェアモント油圧を1992年に、ドイツの工具メーカークラウキを1996年に買収している。1999年に、データ通信遠隔通信機器企業を買収して2000年にはテンポ（Tempo Communications）のブランドの傘下 に分類される。2007年パラディンツール（Paladin Tools）の買収を発表した。
- ホームライト（英語版）（Homelite Corporation） / ニューヨーク州ポートチェスター（英語版）

1921年にチャールズ・H・ファーガソン（Charles H. Ferguson）が、Home Electric Lighting Companyを創立する。主な製品は、チェーンソー、ブロワー、ヘッジトリマー、芝刈り機、高圧洗浄機。チェーンソーは、スチール社と世界の2大ブランド。2001年に香港企業の創科實業有限公司に買収される。
- インペリアル（Imperial） / オハイオ州グレンウィロー（英語版）

1905年にインペリアルブラス社（Imperial Brass Manufacturing Company）が設立される。1917年には、世界初の非はんだ付け接合のフレアリングツールとパイプカッターの特許を取得している。ウィスコンシン州のイーストマン社と1961年の合併後インペリアルイーストマンとなり、国際的に事業展開する。1996年にストライドツール（Stride Tool Inc.、オハイオ州ソロン (オハイオ州)）に買収される。
- ミルバー（Milbar Company） / オハイオ州

1956年設立のワイヤリング（ボルトやナット等の緩み止めに使用するワイヤーを捻じる工具）の世界トップメーカー。1995年にストライドツールに買収され、2020年現在はインペリアル・ツールズ傘下。
- ジョーガンセン（The Adjustable Clamp Company） / イリノイ州シカゴ

1903年にA.V.ホールマンによりウッドクランプの会社で設立される。現在はクランプに関する専門メーカー。The Adjustable Clamp Companyは、PONY（ポニー）ブランドも所有している。
- クライン（英語版）（Klein Tools, Inc.） / イリノイ州リンカーンシャー（英語版）

1857年ドイツから移民したマシアス・クライン（Mathias Klein）がシカゴにて創立。通信と電気産業とともに発展するクラインプライヤ（現在のLineman's pliers〔架線工事士用プライヤ〕別名、Side-Cutting pliers、電工ペンチ）が最初のヒット商品となる。
- レザーマン（Leatherman Tool Group, Inc.） / オレゴン州ポートランド

1983年にティムレザーマンとスティーブベルリナーが設立した特徴あるプライヤ付のポケットサバイバルツール専門の会社。個性的なマルチツールが30モデル以上そろっている。
- レノックス（英語版）（American Saw & Mfg. Company） / マサチューセッツ州イースト・ロングメドー

1915年、弓鋸の歯の製造会社として創立された切削専門メーカー。セーバーソー、バンドソー、ホールソー、ジグソー (工具)、ハンドソー、マシンソー等の鋸歯専門。American Saw & Mfg. Companyのブラント。2003年にアトランタ、ジョージア州に本社があるニューウェル・ラバーメイドの傘下となる。LENOXというブランド名とトレードマークのオオカミはスコットランドのレノックスという町にいた伝説のオオカミに由来している。鋸歯は、バイメタルを採用、刃先強度を高めた形状、振動を抑制する2種類のピッチを組み合わせた特徴ある製品。
- ライル（英語版）（Lisle Corporation） / アイオワ州クラリンダ（英語版）

ライル株式会社（Lisle Corporation）は、1903年C.A. Lisleにより掘削井戸用ドリルマシンの会社として創立される。1920年以後、ライルツールは、フォード・モデルTのバルブ修理より始まり、現在は、自動車整備の専用特殊工具と自動車部品の加工メーカー。
- マグライト（MAG Instrument, Inc.） / カリフォルニア州オンタリオ

1955年にアンソニー・マグリカがロサンゼルスで創業。アルミ合金削り出しの丈夫さと耐腐食性のあるボディを持つ懐中電灯マグライトの専門メーカー。信頼性の高さより各国の警察・軍隊・消防で採用されている。開発当時からデザインを変える事無く作り続ける一貫性も特徴。
- マッケロイ（McElroy Manufacturing, Inc.） / オクラホマ州タルサ

1954年、オクラホマ州に設立される。マッケロイは世界で最も信頼性の高い熱可塑性パイプ融着機器メーカーとして世界に認知されている。
- ミルウォーキー（英語版）（Milwaukee Electric Tool Corporation） / ウィスコンシン州ブルックフィールド（英語版）

1924年にAF Siebertにより設立された大手電動工具メーカー。2005年にTechtronic Industriesの子会社となる。主な製品は、レンプロソー・丸鋸・電動ドリル・ハンマードリル・バンドソー・グラインダー・サンダー等500種類、アクセサリー3500品目の電動工具を世界中で販売している。従業員数約1000人。
- オレゴン・ツール（Oregon Tool,  Inc.） / オレゴン州ポートランド

1947年、ジョセフ・コックスがオレゴンソーチェーン・カンパニーとして設立。チェーンソーの刃であるソーチェーンで大きなシェアを占めている他、芝刈り機の回転刃や園芸用品部品などを取り扱っている。
- パークツール（英語版）（Park Tool Company） / ミネソタ州セントポール

1963年、ハワード・ホーキンスとアート・エングストロームがPark Toolを創立、世界最大の自転車用工具メーカー。工具のハンドルを青色で統一している。
- リッジ（英語版）（Ridge Tool Company） / オハイオ州エリリア

1923年に開発されたリッジ型パイプレンチにて創立。電動工具、手動工具のメーカー。配管工具、配管機器分野においては、世界トップクラス。1966年にエマーソン・エレクトリックの子会社となる。
- リード（英語版）（Reed Manufacturing） / ペンシルベニア州エリー

1896年創立以来、代々ライツ（Wright）家経営の配管工具・配管機器の専門メーカー。大口径鋼管及び樹脂管用のパイプカッターがオリジナル商品として特徴があり、オリジナルカッターホイールは特に得意としている。
- スナップオン（Snap-on） / ウィスコンシン州ケノーシャ

1920年、Joseph JohnsonとWilliam Seidemannにより創立される。ハンドルに交換可能なソケットレンチを製造して、世界で初めて「スナップ方式」のレンチを販売した。1950年代から始めたバンセール（専用車による顧客訪問販売方式）でも有名。自動車用工具が主力。レンチは、ナットの張力を犠牲にせずに締付け力を保つ事が可能。アメリカ軍の戦闘機整備用として採用されている。ユーザーに作業性と所有する満足を与える鏡面仕上げのレンチとして有名。
- シーディーアイ（CDI TORQUE Products） / カリフォルニア州シティ・オブ・インダストリー

CDIは1968年に設立されたトルク製品製造専門の会社。1968年以降GSAに電子トルク測定とトルク校正装置についての認証を受け、のトルクレンチとトルクスクリュードライバーの主要な供給社となっている。1995年からスナップ・オンのSnap-on Specialty Toolsとして傘下ブランドとなる。
- シェフィールド（Sheffield） / ニューヨーク州ミネオラ

シェフィールドは、1919年創業の手動工具メーカーのブランド。日本では、ナイフやカッターナイフが良く知られている。ラインナップは、鋸・プライヤ・モンキーレンチ・ハンマー・マルチツール等がある。
- エスケー（英語版）（SK Hand Tool Corporation） / イリノイ州シカゴ

1921年創立。1985年フランスのファコム (工具)と提携するが現在は解消。その後倒産の危機に見舞われるが、2010年にアイデアル・インダストリーズに買収され、現在は同社傘下になっている。主な製品は、ソケットレンチ、ソケットレンチ、ドライバー、ツールボックス、エアツール。
- スキル（英語版）（SKIL Power Tools） / イリノイ州ネイパービル

1923年にエドモンドミシェル（Edmond Michel）が世界初の手持電動丸鋸を発明し、ジョセフサリバン（Joseph Sullivan）と1924年にMichel Electric HandSaw Companyを設立、一年後Skilsaw Inc.に社名を変更している。1928年にSkilsawの発明により一躍発展する。その後1950年代、同社はSkil Corporationに社名変更、1979年にEmerson Electricの傘下を経て1992年からはロバート・ボッシュGmbHの傘下となる。電動丸鋸・充電式ドリルドライバー・タッカー・サンダー・グラインダー・ジグソー・レーザー計測器・レシプロソー等の商品がある。
- スタックオン（Stack-On Products） / イリノイ州ワウコンダ（英語版）

1972年創業。整備用工具箱やツールストレージ、銃保管庫や金庫のメーカー。
- スタンレー（Stanley Black & Decker, Inc.） / コネチカット州ニューブリテン

1843年創業。米国コネティカット州ニューブリテンで、建築用蝶番、ボルトやその他ドアー用金具類の小さな製造メーカーとしてFrederick T. Stanleyにより設立された。
1920年にいとこのHenry Stanleyによるメジャー (測定機器)と水準器の会社と合併してStanley Worksはハンドツール部門を設立する。プロト（PROTO）、シアーズのブランド・クラフトマン（CRAFTMAN）等を傘下とする、大工道具（工具）・レーザーレベル・自動車用工具メーカーで、スナップオン、APEXと供に世界のトップクラス規模のメーカー。2010年に、Stanley WorksはBlack & Decker（ブラック・アンド・デッカー）と合併しStanley Black & Decker（スタンレー・ブラック＆デッカー）となる。
- ブラック・アンド・デッカー（Stanley Black & Decker, Inc.） / メリーランド州タウソン

1910年に、S・ダンカン・ブラック（S. Duncan Black）とアロンゾ・G・デッカー（Alonzo G. Decker）がボルチモア（メリーランド州）に設立。携帯用の電動工具に関する多くの世界初特許を取得している。1916年に世界初のピストルグリップ式ポータブル電気ドリルを開発、1936年に世界初の電動ハンマーを開発、1961年世界初の充電式電気ドリルを開発する。DIY市場の発展につながる多くの家庭用電動工具を開発している。2010年に、スタンレー・ハンド・ツールと合併してスタンレー・ブラック＆デッカーとなる。
- ボスティッチ（Stanley-Bostitch manufactures） / ロードアイランド州イーストグリニッジ

1896年、トーマス・ブリッグス（Thomas Briggs）が本やカレンダーを綴じる新しいワイヤーステッチを発明してBoston Wire Stitcher® Companyを創業する。1914年に卓上ステープラーを製造。空圧工具の釘打機・タッカー (工具)・ステープラーの専門メーカー。1986年からStanley Worksの子会社となる。ブランドのBostitchの由来は、最初の会社名のBoston（ボストン）とStitcher（とじる機械）の合成語からきている。日本のマックス株式会社と製品構成が似ている。
- クラフツマン（Craftsman） / イリノイ州シカゴ

クラフツマンは販売会社のシアーズが展開する工具ブランド（1927年に商標登録）。主な工具として、1966年にはラチェットレンチを1992年にはロボグリップを発売している。1994年には、プロ用工具CRAFTSMAN Professionalブランドをたち上げている。商品はOEM品でありAPEXツールグループにて製造していたが、2017年1月にシアーズはスタンレーブラック＆デッカーと契約を結び、今後はスタンレーが製造販売を行う。
- デルタ（Delta Machinery） / テネシー州ジャクソン

1919年にハーバート・タウツ（Herbert Tautz）がウィスコンシン州ミルウォーキーでDelta Specialty Companyを設立。1923年に世界初のスクロールソー（scroll saw）を発明する。1945年にロックウエル（Rockwell）Manufacturing Companyに買収される。1981年に、ロックウェルの電動工具グループがペンテアに買収され、デルタブランドとして今日に至る。2004年にペンテアのツールグループが買収されブラック＆デッカーとなり、2010年にスタンリーブラック＆デッカーとなる。デルタ機械は、固定式木工工作機の中で最も尊敬されるブランドの一つとなっている。主力製品は、電動バンドソー、テーブルソー、ラジアルアームソー、鋸盤、ボール盤、かんな、旋盤、研削盤集塵機、ジョインタなど。
- デウォルト（DeWalt Industrial Tool Co.） / メリーランド州タウソン

1924年、レイモンド・E・デウォルト（Raymond E. DeWalt）が木工機械の会社として創業。1947年に、木工用ラジアルアームソーの発明により急成長した、建設・工業用・木工用電動工具メーカー。1949年にAmerican Machine & Foundry Co., Inc.に買収され1960年からデウォルトは、スタンレ・ーブラック&デッカーの電動工具部門の子会社。200以上の電動工具と800以上のアクセサリーを製造し世界中に販売している。
- アーウィン・インダストリアルツール（Irwin Industrial Tools） / ノースカロライナ州ハンタースヴィル

1884年に、チャールズ・アーウィン（Charles Irwin）はオーガービットについての発明の権利を購入し、マーティンズヴィル (オハイオ州)で1885年にIRWIN Auger Bit Co.を設立する。1924年に鍛冶屋のウィリアム・ピーターセン（William Petersen）は、ロッキングプライヤ（商標登録名:バイスグリップ）を発明する。2人のツール産業リーダーの会社は、1993年に統合しアメリカン・ツール（American Tool Company）となる。2002年にはニューウェル・ラバーメイドに買収され、2003年以降はIrwinブランドで販売されるが、その後ニューウェル・ラバーメイドの工具部門は2016年10月にスタンレーブラック＆デッカーに売却された。
- マックツールズ（Mechanics Tool and Forge Company） / オハイオ州ウェスターヴィル

1938年、オハイオ州で創業される。後に、ソケット製造名人のクレム・プールと、ハンドツール暦20年のルイス・ダラーがメンバーになる事により、高度な技術力を得た。今は、スタンレーグループに属する。移動バンによる工具の販売・メンテナンスのバンセールでも有名。
- ポーターケーブル（Porter-Cable） / テネシー州ジャクソン

1906年にR.E.ポーター（R.E.Porter）、G. G.ポーター（G.G.Porter）とF.E.ケーブル（F.E.Cable）は、シラキュース (ニューヨーク州)の彼らのガレージで機械と工具店を開くことから始まる。1914年には、木工電動工具の製造に集中し始める。チーフエンジニアのアートエモンズ（Art Emmons）がポータブルベルトサンダー（1926年）、ヘリカルドライブ丸鋸（1929年）、ポータブルバンドソーを世界初に開発した会社。1960年には en:Rockwell Internationalに売却された。2005年に、ブラック＆デッカーはポーターケーブル（PORTER-CABLE）とen:Delta Machineryをen:Pentairから購入し子会社にした。
- プロト（Proto Tools） / コネチカット州ニューブリテン

1907年にカリフォルニア州ロサンゼルスで、Alphonso Plomb（アルフォンソ・プロン）、Jacob Weninger（ジェイコブ・ウェニンガー）、Charles Williams（チャールズ・ウィリアムズ）でPLOMB Toolsとして創立される。商標変更の必要があり、工場の女性従業員提案のProfessional and Tool.の「Professional のPRO」「Tool.のTO」より現在のPROTOとなる。世界で初めてコンビネーションレンチを開発し、商品化したハンドツールメーカー。1984年に、Stanley Works（スタンレーワークス）はプロトを購入、Stanley-Proto Industrial Tools（スタンレー・プロトツール）となる。Proto Industrial Toolsは、2010年にStanley WorksとBlack & Decker Corporationが合併、スタンレー・ブラック＆デッカー内で、自動車整備工具部門を担当している。
- ストロングハンド（Strong Hand Tools） / カリフォルニア州サンタフェ・スプリングズ（英語版）

溶接クランプ、マグネット、ロッキングプライヤ、クランプ、トグルクランプ、金型部品、機械部品の設計、製造をしている。バルトラ（Valtra）社は、1983年に設立されたStrong Hand Tools社の親会社。

## カナダ
- フラー（Fuller Tools） / ケベック州モントリオール

1930年代後期、バーニー・フラー（Bernie Fuller）が、ニューヨーク市クイーンズ区ホワイトストーンで小さな卸製造会社を創業。初期は、スクリュードライバ、ナットドライバ、および木材のノミを製造していた。1944年に二人の兄弟スタンレーとロイド・デイヴィスによりカナダのモントリオール近郊にて生産を開始する。1990年代初期にフラーの本社はモントリオールに移動した。総合工具メーカーである。現在は、米国、カナダ、ニュージーランド、オーストラリアにオフィスを構えている。

## ドイツ
ドイツの工具メーカー集積地域
ドイツの工具の産地としては、
レムシャイト - ゲドレー、アラーム（ALARM Werkzeuge GmbH）、エローラ（Elora Werkzeugfabrik GmbH）
ゾーリンゲン - ゲドレー、RARSOL Solutions（ゲドレー）
ヴァルトキルヒェン - ゲドレー
フェルダーシュテット - METEC（Jordan GmbH Metec Blechsysteme）
ドナウエッシンゲン - KLANN（GEDORE Automotive GmbH）
ファイインゲン・アン・デア・エンツ - LOSOMAT（ゲドレー）
がある。
- AEG（Allgemeine Elektricitäts-Gesellschaft） / ヘッセン州フランクフルト・アム・マイン

AEGの電動工具（AEG POWERTOOLS）の歴史は、1898年の電気ドリルの製造から始まる。主な製品は、サンダー、ドリル、木工電動工具、充電工具。エレクトロラックスの子会社。
- ベルガー[9]（Julius Berger GmbH & Co. KG） /  ノルトライン＝ヴェストファーレン州ヴッパータール

1918年、ヴッパータールで工具の卸売業者として創業。1930年頃よりガデンツールの生産を始める。ガーデン用のはさみメーカである。
- ベッセイツール（ドイツ語版）（BESSEY Tool GmbH & Co. KG） / バーデン＝ヴュルテンベルク州ビーティッヒハイム＝ビッシンゲン

クランプ専門メーカーとして知られている。マックス・ベッセイ（Max Bessey）が1889年にシュトゥットガルトにて創業。1936年にオイゲン・マイヤー（Eugen Mayer）が「早送りの出来るネジ締め付け方式の可鍛鋳鉄製クランプ（F型クランプ）」の特許を取得している。1979年には板金ハサミを商標ERDIで商品化している。
- エローラ（ELORA-Werkzeugfabrik GmbH） / ノルトライン＝ヴェストファーレン州レムシャイト

1924年創立。バイスグリップ、スウェーデン型パイプレンチ、ウォーターポンププライヤ、スパナ、レンチ、ソケットレンチ、トルクレンチ、ボルトカッタ等の手動工具メーカー。
- ファイン（ドイツ語版、英語版）（C. & E. Fein GmbH） / バーデン＝ヴュルテンベルク州シュヴェービッシュ・グミュント

1867年、ヴィルヘルム・エミール・ファイン（Wilhelm Emil Fein）と弟のカール・フェイン（Carl Fein）により設立された電動工具メーカー。1895年に、世界初の手持ち電動ドリルを製造、1967年には、工業用ドリルでバルク波エレクトロニクス（bulk wave electronics）を展開する世界初のメーカーとなる。
- フェロ（FELO-Werkzeugfabrik Holland-Letz GmbH） / ヘッセン州ノイシュタット

1878年に、F.ホランド-レッツ（F. Holland-Letz）がネジ回し、プライヤ、ハンマーの工具にて創業、ドライバーとビットを得意とする。創業時は、東洋への輸出専門であったが、現在はヨーロッパ、アメリカ、中東、極東とアフリカに輸出している。
- フェスツール（ドイツ語版、英語版）（Festool GmbH） / バーデン＝ヴュルテンベルク州ヴェンドリンゲン・アム・ネッカー

1925年にアルバート・フェザー（Albert Fezer）とゴットリーブ・ストール（Gottlieb Stoll）により設立された電動工具メーカー。ブラント名は、2人の名前からきている。1929年に世界最初の電動ポータブルチェーンソーの発売を開始、1931年には集塵式ディスクサンダーとキックバック防止装置付きポータブル丸ノコを世界で初めて発売。1951年に世界で初のオービタルサンダーを発売した。
- フレックス（ドイツ語版、英語版）（FLEX-Elektrowerkzeuge GmbH） / バーデン＝ヴュルテンベルク州シュタインハイム・アン・デア・ムル

1922年、シュトゥットガルトで創立された電動工具メーカー。フレキシブルシャフトの研削盤の製造より始まる。カーポリッシャーにおいては、業界で最も知られている工具である。現在も金属加工、木工、コンクリート、石材のウェットとドライの電動工具で業界をリードしている。
- ロバート・ボッシュ（Robert Bosch GmbH） / バーデン＝ヴュルテンベルク州ゲルリンゲン

1886年に創業者ロバート・ボッシュ（1861〜1942）が設立。自動車機器、産業機器、消費財・建築関連からなり2009年度の売上高は約382億ユーロ（約4,975,271百万円）、従業員数は27万人以上である。ボッシュ・グループは、ロバート・ボッシュ有限会社（GmbH）およびその子会社300社超と、世界の60カ国以上にあるドイツ国外の現地法人で構成されている。販売やサービスのネットワークを加えると、世界の約150カ国で事業展開している。日本法人はボッシュ株式会社
- スタビレー（Stahlwille Eduard Wille GmbH & Co. KG） / ノルトライン＝ヴェストファーレン州ヴッパータール

1862年にエードアルト・ウィル（Eduard Wille）により設立。ドイツを代表する総合ハンドツールメーカー。レンチの強度と軽量化をはかりながら、握った時のフィット感や作業性も考慮したI断面のボディーと、油のついた手でも滑りにくいように表面の仕上げを鏡面仕上げではなくサンドブラストによる梨地仕上げにしてあるのが特徴の一つ。ヨーロッパにて初めてトルクレンチ（独自の板バネを採用したタイプ）の開発に成功したメーカーでもある。商品構成は、主にスパナ、コンビネーションレンチ、メガネレンチ、ラチェットハンドル、トルクレンチ、ツールキャビネット（工具箱）等。総合工具メーカーにふさわしく全4500以上に及ぶアイテムを揃えている。自動車用・製造工場用・航空機関係の工具がある。航空機用工具は今までスナップオンの独擅場であったが、スタビレーが急速にシェアを拡大している。
- VBW（VBW Werkzeugfabrik GmbH） / ノルトライン＝ヴェストファーレン州ヴッパータール

1828年に穴あけパンチ工具で創立。その後VBWは、1900年までに各種建設産業用ハンドツールを確立する。VBWはスタビレー・グループ（Stahlwille Group）のメンバーで、あらゆる種類のプライヤ、スパナとカッター等、電気・電子・衛生・ガス・水道用・建設用工具のメーカーである。主力製品は、プライヤ（ウォーターポンププライヤ、ペンチ、ニッパー）スウェーデン型パイプレンチ、ボルトカッタ、パイプカッター。製造は、100%ドイツ国内製にこだわりを持っている。
- アラーム（ALARM Werkzeuge GmbH） / ノルトライン＝ヴェストファーレン州ヴッパータール

スタビレーの関連企業。主力商品は、ボルトカッタ、ケーブルカッター、リンク式パイプカッター、スウェーデン型パイプレンチ、ウォーターポンププライヤ、バイス等の手動工具である。Stahlwille Eduard Wille GmbH & Co. KGは、VBW、スタビレー、SWM、BERTOOLの工具メーカーからなる。
- ゲドーレ（ドイツ語版）（Gedore Werkzeugfabrik GmbH & Co. KG.） / ノルトライン＝ヴェストファーレン州レムシャイト

1919年にゲドーレツールは、レムシャイトでDowidat兄弟によって設立された。GEDOREは、Gebrüder Dowidat Remscheid.（レムシャイトのドヴィダット兄弟）の頭文字をあわせている。2010年従業員数3500人の巨大工具メーカーである。
ゲドーレ・グループ会社本部と主な生産設備は、ドイツで最も有名な工具の街レムシャイトにある総合工具メーカーである。グループのメーカーブランドは、GEDORE（機械用・作業用工具総合メーカー）、OCHSENKOPF（林業と大工用工具メーカー）、METEC（ワークベンチ、戸棚、手押車、ツールホルダー メーカー）、KLANN（自動車用工具メーカー）、CAROLUS（ソケット・ビット・キャビネット・ドライバー・プライヤ・トルクレンチ・ソケットレンチ等）となっている。
- ハゼット（Hazet-Werk Hermann Zerver GmbH & Co. KG） / ノルトライン＝ヴェストファーレン州レムシャイト

1868年Hermann Zerverによって創立。商標名「HAZET」は、創業者のイニシャル、"H"の（HA）と"Z"（ZET）による。ヘックスソケットが有名である。
- クニペックス（Knipex-Werk C. Gustav Putsch KG） / ノルトライン＝ヴェストファーレン州ヴッパータール

1882年C・グスタフ・プッチュにより創立。握り物工具のプライヤ、ペンチが主力の工具メーカーである。特にプライヤは、ヨーロッパを代表するブランドである。同族会社で4世代目。
- クレン（Krenn GmbH & Co. KG） / バイエルン州ノイゼス

1947年にアルバート・クレンがバイエルン州のアウクスブルクで創立。鋼材（鉄筋・帯鉄・チェーン・ネジ等）を切ることを専門としたメーカーである。ボルトカッタ、ストラップカッター・電動油圧鉄筋カッター、空気式カッター等。
- クッコ（ドイツ語版）（Kleinbongartz & Kaiser oHG） / ノルトライン＝ヴェストファーレン州レムシャイト

1919年に、アルフレッドクライン（Alfred Kleinbongartz）と義理の兄弟エミール・カイゼル（Emil Kaiser）によって設立された。ドイツの自動車用及び産業用各種プーラー専門メーカー。商品の特長としては、シャフトが細く、ネジピッチが細かいこと、又シャフトの先端に可動式センターがついており、作業性が優れているプーラーである。ブランドKUKKOは、創設者のイニシャルに由来する。フォルクスワーゲン、アウディ、ポルシェ、セアト、シュコダ、ダイムラー (自動車メーカー)・クライスラー、BMWその他の修理ガイドに記載されているほどの自動車用プーラー専門メーカーである。
- マーフェル（英語版）（Mafell AG） / バーデン＝ヴュルテンベルク州オーベルンドルフ・アム・ネッカー（英語版）

1899年に設立された大工用木工電動工具の専門メーカー。1926年に世界初のポータブル木工機を発明している。主な製品は、電動鋸（バンドソー、チェーンソー、丸鋸、ジグソー）、ドリル、電動木工サンダー、電動カンナ、ルーター等。
- メタボ（英語版）（Metabowerke GmbH） / バーデン＝ヴュルテンベルク州ニュルティンゲン

1924年、Albrecht SchnizlerとJulius Clossが設立。1923年の手動ハンドドリルが最初の製品である。電動ハンドドリルは1934年に製造、1936年にドリル用ギアチャックを製造する。電動ハンドグラインダーは1950年に、世界初のインパクトドリルは1957年に製造、1969年に電子速度制御装置を付ける。1999年、メタボグループはヨーロッパで電動木工工具メーカーとして一番、世界で二番となる。現在、100カ国以上で電動工具を販売している。社名の由来は、Metallbohrdreher（metal turning drills）（金属回しドリル）からきている。
- プロクソン（PROXXON GmbH） / ラインラント＝プファルツ州フェーレン（ドイツ語版）

1977年設立。ドイツの品質を保ちつつ価格を低くするため、生産のほとんどを海外としている。設立当初の生産拠点は、日本であった。現在は、台湾が生産拠点と変わっている。電動工具・手動工具メーカーである。ソケットレンチは、全てプッシュリリース式でソケットの交換を行う。ドライバー、トルクレンチ、ルーター、ニブラ、サンダー、トリマー等。
- レムス（REMS GmbH & Co. KG） / バーデン＝ヴュルテンベルク州ヴァイブリンゲン

1909年クリスチャンフォール（Christian Föll）により創業、以来パイプ作業用製品を開発しており配管用マシンとハンドツールのリーディングカンパニーである。鋼管・樹脂管・銅管の配管工具類（パイプマシン、手動ねじ切り器、グルービングマシン、セーバーソー（レシプロソー）、パイプカッター、パイプベンダー、電動継手プレス機器等）のメーカーである。
- ローラー（Albert Roller GmbH & Co. KG） / バーデン＝ヴュルテンベルク州ヴァイブリンゲン

1899年創業。配管作業用機器・工具の専門メーカー。レムスグループに属し、商品構成も同じである。
- ローテンベルガー（Rothenberger Werkzeuge GmbH） / ヘッセン州ケルクハイム

1945年、エドウィン・ローテンベルガー（Edwin Rothenberger）が創立。グループ本部はドイツにあり、従業員数1500人、世界中に50ヶ所あるグループ社で毎年、2800万以上の工具を販売している。ROTHENBERGERは、世界の配管機器・工具（パイプ・ツール、衛生用品、暖房、空気調節、ガスと環境工学機器）のリーディングカンパニーである。ドイツ・スペイン・アメリカ・フランス・アイルランドと世界中に14の生産工場がある。鋼管・銅管・樹脂管の配管施工用工具・機器・メンテナンス工具及び検査機器全てが揃っているアメリカのRigidと肩を並べる配管に関する総合巨大メーカー。
- スチール（Andreas Stihl AG & Co. KG） / バーデン＝ヴュルテンベルク州ヴァイブリンゲン

1926年アンドレアス・シュティール（Andreas Stihl）により、ドイツ・シュトゥットガルト近郊のバッドカンシュタットにて電動チェーンソー製造会社として設立される。1929年には、ガソリンエンジン式チェーンソーを開発する。世界でチェーンソーの最も売れているブランドであり、独自にチェーンとガイドバーを製造している唯一のチェーンソーメーカーである。現在、全世界に29の販売子会社を持ち、製品は160ヶ国以上の国々で販売されている。主な製品は、チェーンソー、刈払機、ヘッジトリマー、ブロワー、高圧洗浄機。チェーンソーは、ホームライト社と世界の2大ブランドである。
- ヴェラツールズ（英語版）（Wera Werkzeuge GmbH） / ノルトライン＝ヴェストファーレン州ヴッパータール

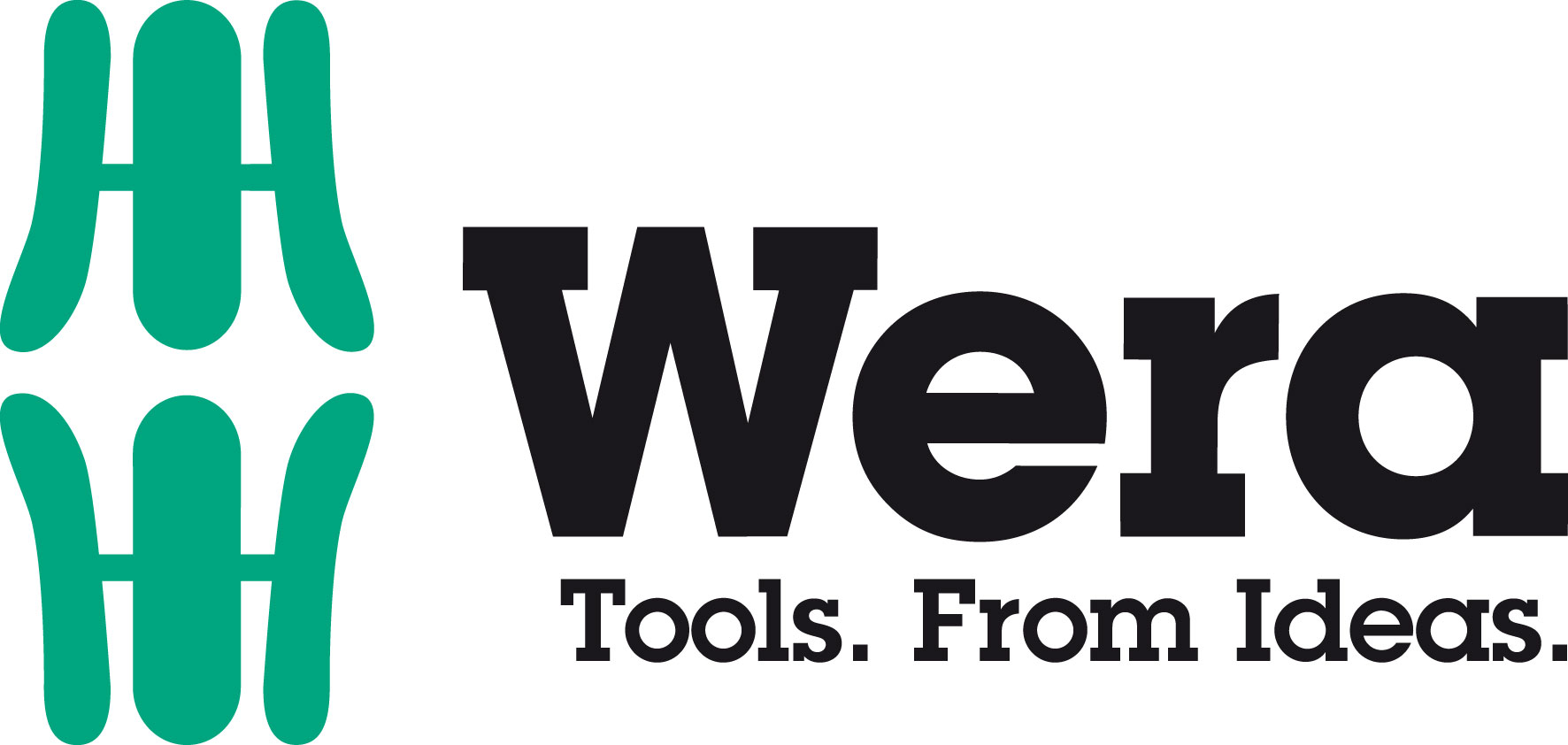
Weraロゴ

1936年創立。ドライバー専門メーカーである。従業員600人と専門メーカーとしては、非常に規模の大きいドイツを代表するドライバーブランドである。人間工学に基づくグリップのデザインに大きな特徴がある。先端のチップもダイヤモンドコーティング・スリップストラツプ・レーザーチップと揃っている。面接触のヘックスレンチは、PAT.となっている。社名の由来は、創業時のオーナーのヘルマン・ベルナー（WERNER）のWERと娘の子である現在のオーナー、クラウス・アムテンブリンクのAを採ってWeraとした。
- ウイドス（WIDOS Wilhelm Dommer Söhne GmbH） / バーデン＝ヴュルテンベルク州ディッツィンゲン

1946年、シュトゥットガルトの近くに、ヴィルヘルム・ドマー（Wilhelm Dommer）によって車の修理および機械加工の会社として設立された。1967年彼の息子のアーミン（Armin）とディーター（Dieter）が最初のプラスチックパイプ溶接機の開発を始め、現在ではプラスチック溶接技術と装置市場のリーダーである。
- ビーハ（Wiha Werkzeuge GmbH） / バーデン＝ヴュルテンベルク州ショナッハ・イム・シュヴァルツヴァルト（ドイツ語版）

1939年、Willi Hahn GmbH & Co. KG（ウィリ・ハーン社）設立。ビーハ社は、ヨーロッパを代表するドライバー、六角・トルクスレンチ、ドライバービット、ハンマー、プライヤ、ニッパー等を製造する作業工具メーカー。自社でほとんどすべての部品・製品を生産する内製率の高いメーカーである。米国（1985年）、イギリス、フランス、デンマーク、スペイン（1991年）、ポーランド（2000年）、タイ（2007年）、ベトナム（2007年）、シンガポール、中国（2005年）、インド（2008年）、カナダ（2008年）に販売会社がある。
- ヴィッテ（Kirchhoff Witte GmbH） / ノルトライン＝ヴェストファーレン州ハーゲン

1785年に釘の製造工場として創業。ドライバーとビットの専門メーカーである。大手のブランド・メーカーのOEMも行なっている。ハンドル部分のエルゴノミクス・デザインは、成功した特徴である。人間工学を取り入れたデザインを考案した世界中で最初のメーカーのうちの1つである。キルホフオート・グループ（本社：イーザーローン）の工具部門会社である。
- ウルト（Adolf Würth GmbH & Co. KG） / バーデン＝ヴュルテンベルク州キュンツェルスアウ

世界的な自動車部品・工具メーカー。全世界で300万社を超える顧客を持つ自動車補修・整備市場での世界的トップ企業。創業者はアドルフ・ウルト。日本においては1987年にウルトジャパン（神奈川県横浜市）を設立し、ドイツ本社と同様にダイレクトセールスという販売形態で全国事業展開している。

## フランス
- ファコム（フランス語版）（Facom） / ブルゴーニュ＝フランシュ＝コンテ ジュラ県アルボア

1918年、ルイ・モーゼス（Louis Mosés）がパリで創立。フランスでナンバーワンの世界レベルの総合工具メーカーである。72枚ギアの丸型ラチェットハンドルは、ファコムを代表する工具であり、又バイスグリップも有名である。フランス国鉄が最初の納入先という歴史を持つため、自動車整備用のほか、一般産業用、航空機整備用、電子機器用など、膨大な商品点数を誇っている。モータースポーツにも多く携わっており、ファッショナブルなカラーリングとユニークで美しいデザインが受け、世界中のプロフェッショナルに愛用されている。2006年にスタンレーグループStanley Works （Britool、Mac Tools）の傘下に入る。F.A.C.O.M.の社名の由来は、仏米工具製造会社（Franco-Americaine de Construction d'Outillage Mecanique）の略である。FACOMはフランスの会社であるが、第1次世界大戦後の会社設立当時は、アメリカと何らかしらの関係があることが勝利者（国）を社象徴する意味を持っていたことよりAmericaineが付いている。
- ボスト（Bost Garnache Industries） / ブルゴーニュ＝フランシュ＝コンテ ジュラ県アルボア

1890年にGarnacheがドライバーメーカーを創業。1891年BOST兄弟がレセにプライヤと手動工具会社を創業。1956年には、フランスでのプライヤ生産数No.1となる。 ファコム傘下の2社が合併してBost Garnache Industriesとなる。現在、ヨーロッパでナンバーワンのドライバーメーカーであり、ナンバー2のプライヤメーカーである。KTC、S・K、Pastorinoなど有名ブランドにOEM供給もしている。主な製品は、ドライバー、ドライバービット、スナップリングプライヤ、ニッパー、ペンチ、電子ペンチ、である。
- ビラックス（Virax Sté） / グラン・テスト マルヌ県エペルネー

1920年創業。フランスを代表する配管工具メーカーである。1981年にファコム グループ（Facom group）となる。主な商品は、配管用手動工具（パイプレンチ、チェーンレンチ、ウォーターポンププライヤ、パイプベンダー、パイプカッター、エキスパンダー、パイプバイス）、配管用電動機器（パイプマシン、レシプロソー、ホールソー、パイプベンダー）、銅管用工具一式。その製品は、世界75カ国以上で販売されている。

## イタリア
- ベータ（イタリア語版）（Beta Utensili） / ロンバルディア州モンツァ・エ・ブリアンツァ県ソヴィーコ

1923年創立。第一次世界大戦終了後鉄工所として創立され、1939年にプロ用手動工具ブランドとして商標「ベータ」を登録、工具メーカーとなる。1970年代前半には、ベータは、フォーミュラワン（F1）レースでモータースポーツ後援を始め、1975年オーストリアグランプリでオレンジ色のホィールを付けたマーチが優勝、自動車用工具メーカーとして知られる様になる。イタリアに生産工場は、Sovico、Castiglione d'Adda、Sulmonaの3拠点があり、販売は、フランス・グレートブリテン・ポーランド・中国・スペイン・オランダの6カ国に子会社がある。現在、各種工具、容器、ワイヤロープアクセサリー、空圧工具、安全靴、作業服 等20の製品カテゴリーと10.000以上の商品を揃えている。主な製品は、レンチ、ソケットレンチ、トルクレンチ、ドライバー、プライヤ、メジャー、鋸、配管工具（パイプレンチ、エンビカッタ、パイプカッター、ポリエチレン管融着工具を含む）、電設工具、エアー工具。
- プラノ（Plano Europe S.r.l.） / ヴェネト州パドヴァ県パドヴァ

1932年にイリノイ州の小さな町で創業。世界で初めてポリプロピレン製ツールバッグを製造する。1992年に、ヨーロッパの市場ニーズに直接対応するためプラノ ヨーロッパ（PLANO EUROPE）を設立する。その独創的で革新的なデザインと機能性より、ヨーロッパにおいても確固たる地位を確立した。各種工具箱（ツールボックス）の専門メーカーである。Mungo s.r.l. の傘下。
- リトモ（Ritmo S.p.A） / ヴェネト州パドヴァ県パドヴァ

1970年設立リトモは、樹脂管のバット融着、溶接、ソケット融着の世界有数のメーカーである。
- ウーザック（イタリア語版）（Utensilerie Associate S.r.l.） / ロンバルディア州ヴァレーゼ県モンヴァッレ

1926年ドイツ人の鍛冶職人ヘルマン・アモスにより創業の自動車用工具メーカー。Beta（ベータ）と並ぶイタリアンブランドでモータースポーツとのかかわりが深い。イタリアンメカニックシェアナンバーワン、フェラーリ、ドゥカティ、ベネトンなどのフォーミュラー1チームのオフィシャルサプライヤーとして愛用され、その品質は世界の超一流メカニックから高い評価を受けている。1991年にフランス企業ファコム（Facom）のグループ傘下に入り、2006年からアメリカのグループSTANLEY WORKS（スタンレー・ブラック&デッカー）に属する。主な製品は、Betaの品揃えとほとんど同じである。

## イギリス
- ドレイパー（英語版）（Draper Tools Ltd） / ハンプシャー チャンドラーズ・フォード（英語版）

1919年にバート・ドレイパーが創業。自動車・建築・DIY・ガーデニング・建築・装飾・エンジニアリング・趣味その他すべての主要な工具製品を世界中の工具メーカーから輸入してDRAPERブランドで販売している。
- エボリューション（Evolution Power Tools Ltd） / サウス・ヨークシャー シェフィールド

チップソー鉄材切断の草分け的存在で電動工具業界で20年以上の実績を持ち、鉄材・アルミ・木工をすべて1台で切断できるマルチ用途の電動切断機（電気丸のこ）を開発した。現在急成長の電動工具メーカーで世界30カ国以上への物流供給体制を持っている。
- レコード（Record Tools） / サウス・ヨークシャー シェフィールド

1898年にC&Jハンプトンはシェフィールドで鋳造品を製造し始める。1909年までに製品はパイプツール、バイスとなり、ボルトカッタ（1923年発売）、板金ハサミ（1924年発売、スニップス開発者の名をとって愛称Gilbowsとも呼ばれる）になる。これらは今でもブランドを代表する工具となっている。
- リチャードソン・シェフィールド（英語版）（Richardson Sheffield） / サウス・ヨークシャー シェフィールド

1839年に設立された19世紀末からヨーロッパでキング・オブ・ザ・ナイフと呼ばれた刃物メーカー。本社は、英国シェフィールドで欧州最大の料理用ナイフのメーカー。2007年、オランダのAmefaグループに買収され ブランド名だけ残っている。
- JCバンフォード・エクスカベターズ（Joseph Cyril Bamford Excavators Ltd.,） / スタッフォードシャー ロースター（英語版）

ジョセフ・シリル・バンフォードによって1945年に設立された。建設機械および農業機械製造のイギリスに本拠を置く多国籍企業。JCバンフォードあるいは単にJCBとして知られる。

## スイス
- フェルコ（ドイツ語版）（Felco SA） / ヌーシャテル州レ・ジュヌヴェ＝シュル＝コフレーヌ（英語版）

1945年に剪定鋏・切断工具（FELCOワイヤーとケーブルカッター）メーカーとしてスイスでフェリクス（Flisch）が創設。2004年にバッテリー式剪定鋏を発売する。
- ジョージフィッシャー（Georg Fischer AG.） / シャフハウゼン州シャフハウゼン

ジョージフィッシャーは1802年に設立され、スイスのシャフハウゼンに本社を置く。3つのコア事業を持ち、自動車のパワートレイン、シャーシ、ボディ製造のGF AUTOMOTIVEとGF Piping Systemsと放電加工機やNCフライス盤、レーザー加工機のGF Machining Solutionsからなる産業グループである。世界中で130社（そのうち50社が生産拠点）を持つグローバル企業である。75社がヨーロッパに、38社がアジアと中東に、あとアメリカ、オーストラリアにある。従業員は、世界中で12,000人になる。GF Piping Systemsは、樹脂管配管システムを提供する事業部門である。その接合技術（メカニカル接合・エレクトロフュージョン・バットフュージョン・ソケットフュージョン等々）、継手、バルブ、計測機器や配管材料は、水だけでなく、工業用液体や気体の輸送に使用されている。
- PBスイスツールズ（PB Swiss Tools） / ベルン州ズミスヴァルト（英語版）

1878年ベルン州エメンタールにて創立の農耕器具の製造会社を、1916年にポールバウマンPaul Baumann (PB)が購入する。1941年から作業工具の製造を始める。主力工具は、1940年から製造のドライバーである。他に六角レンチ・ハンマー・ポンチ・タガネ等1200種類もの工具を製造、26カ国に輸出している。2006年にPBスイスツールズに社名変更。
- デュモン（Manufactures D’Outils Dumont SA） / ジュラ州ポラントリュイ（英語版） モンティネ（英語版）

1881年アーノルド・デュモント(Arnold Dumont)が創立、時計製造用工具メーカーとして発展した、ハンドメイドのピンセット専門メーカーである。現在は時計製造用だけでなく、エレクトロニクス分野、宝飾分野、学術分野、医療分野等、精密さを問われる場面において幅広く愛用されている。
- バローベ（Vallorbe） / ヴォー州ジュラ＝ノール・ヴォドワ（英語版） バローベ（英語版）

1899年3月1日、Antoine Glardon・F. L. Grobet・David Borlozの3名のヤスリメーカーが集まり、バローベ社がスイスのバローベ村に創立された。やすりの専門メーカーである。
- ビクトリノックス（Victorinox AG） / シュヴィーツ州シュヴィーツ イバッハ

創業者であるカール・エルズナー（Karl Elsener）が、1891年にスイス陸軍に「ソルジャーナイフ」を納入、1897年にアーミーナイフの「オフィサーナイフ」の特許を取得する。赤いハンドルにスイス製の証である白十字のスイスの国章が入っている特徴あるシンボルマークで知られている。

## スウェーデン
- バーコ（英語版）（Bahco） / ウプサラ県エンシェーピング

1886年、ヨハン・ヨハンソン（Johan Petter Johansson）により創業。1892年モンキーレンチで特許を取得、1888年にはパイプレンチの特許を取得する。モンキーレンチのトップブランドであるが、当初よりBAHCOは一貫してアジャスタブルレンチと呼んでおり、モンキーレンチとは表記していない。1991年、サンドビック社の傘下になった後BAHCOを含むサンドビックの手動工具部門は1999年にスナップオンに売却されてBahco AB,となる。2010年に新しく設立された企業SNAヨーロッパ（スナップオンの関連企業）の傘下となる。ハンドツール製造の工場としては、ヨーロッパで最初にISO9001を取得した。
- マッカラー（英語版）（McCulloch Motors Corporation） / ストックホルム県ストックホルム

1943年にロバート・マッカラー（Robert McCulloch）がウィスコンシン州にMcCulloch Motors Corporationを設立。その後1946年に最初の2ストロークガソリンエンジン式チェーンソー製造時にカリフォルニア州に移転した。1949年のモデルはチェーンソー業界に革命をもたらした。1958年にはMcCulloch Corporationに社名変更する。1968年には、電動チェーンソーも製造し始める。1988年に、アリゾナ州ツーソンに移動。1999年破産により売却され、現在はガーデン機器に集中した商品でハスクバーナグループ（Husqvarna Group）内のブランドとなる。
- サンドビック（Sandvik AB） / ストックホルム県ストックホルム

1862年ゴラン・フレドリック（Goran Fredrik Goransson）が買収によりSandvikens Jernverk製鋼所を創業。1972年からはSandvikの社名となる。サンドビックグループは、Sandvik Tooling, Sandvik Mining and Constrution, Sandvik Materials Technologyという3部門のコアビジネスで事業をしている。最新の製品を世界中に提供し業界トップの企業グループである。2009年度は130カ国にも及ぶ国々で操業、グループ全体の従業員数は44,000人、年間売上高は約9360億円（720億SEK）。1972年に、社名変更でSandvik AB,となる。サンドビックの手動工具部門は、傘下のBahcoグループが担当していたがその後同グループはスナップオンに売却され、現在手動工具部門は持っていない。

## スペイン
- イラゾーラ（Irazola Herramientas, S.A.） / バスク州ギプスコア県ソラルセ＝プラセンシア・デ・ラス・アルマス

1942年設立。ドライバーとビットの専門メーカーである。現在、SNAヨーロッパの傘下。
- イレガ（Irega S.A.） / バスク州ビスカヤ県サルディバル（スペイン語版、英語版）

1945年創立。1960年以来モンキーレンチの製造・開発一筋に力を注いできた世界で唯一のモンキーレンチ専門メーカーである。生産の90%を60カ国以上に輸出している。Felco、Koken、PB Swiss Tools、MCC（松阪鉄工所）ブランド工具の輸入代理店でもある。
- ピエール（Piher Clamping Tools） / ラ・リオハ州ラ・リオハ県ログローニョ

1957年に創業。プロ用の木工・鉄工クランプ製造の専業メーカーである。ヨーロッパ市場のみならず、世界30カ国に輸出している。

## 日本

### 手動工具
現在の日本の作業工具（レンチ、ペンチ、ニッパー、ハンマーなどの手動工具）の二大産地は、関西地区（特に東大阪市・三木市）と新潟地区（特に三条市・燕市）である。
- 旭金属工業（ASAHI ASH） - スパナのメーカー。軽量レンチ『ライツール』が知られている。
- アドレック（Adrec） - トルクレンチのメーカー。
- アーム産業（ARM） - ボルトクリッパを主力とするメーカー。
- 五十嵐プライヤー（IPS） - プライヤ・ウォーターポンププライヤの専門メーカー。
- エイト (企業)（EIGHT） - 六角棒スパナの専門メーカー。
- エヌケーシー（NKC） - レンチのメーカー。ギヤレスのラチェットレンチが有名だったが、2013年に廃業。
- エヌティー（NT） - カッターナイフを主力とするメーカー。世界初の折る刃式のカッターナイフを発売、製品化した。
- エンジニア（ENGINEER） - プライヤ・ペンチを主力とするメーカー。商品名「ネジザウルスGT」が知られている。
- オーエッチ工業（OH）
- オルファ（OLFA） - カッターナイフを主力とするメーカー。創業者が、世界初の折る刃式のカッターナイフを考案、開発した。
- アネックスツール（Anex） - ドライバーを主力とするメーカー。2022年11月、兼古製作所からアネックスツールに社名変更。
- 京都機械工具（KTC） - 京都府に本社を置く国内最大手の作業工具総合メーカー。
- 小林工具製作所（KBS） - 電設工具を主力とするメーカー。
- 三共コーポレーション（trad）（H&H） - 大阪の工具商社
- 新亀製作所（SUNFLAG） - ドライバー・ビットを主力とするメーカー。
- 新東京エンジニアリング（STE） - 手動圧着工具のメーカー。
- 神東工業 - 弓鋸の刃を格子状に組んだ鋸やすりを製造するメーカー。
- スエカゲツール（SEK Pro-Auto） - レンチを主力とするメーカー。輸出が多い。
- スーパーツール（SUPERTOOL） - 工具・クレーン・吊クランプ・吊フック等のメーカー。ラチェットレンチの種類が豊富。
- スリーピークス技研（3.peaks） - ペンチを主力とするメーカー。
- 大洋精工（picus） - 大阪でクリッパーを主力としている工具メーカー。
- チャンピオンツール（CHAMPION） - 大阪のドライバーを主力とする工具メーカー。
- ツボサン - やすり等の切削工具の専門メーカー。
- ツノダ（TSUNODA） - プライヤ・ペンチ・ニッパー等のメーカー。輸出が多い。
- 天龍製鋸（TENRYU）
- 東日製作所（TOHNICHI） - トルク機器の専業メーカー。
- 東邦工機（HIT） - 作業工具総合メーカー。輸出に強く、一部の製品ではGSA規格を取得している。
- TONE（TONE） - 大阪府大阪市に本社を置く大手作業工具総合メーカー。1938年にソケットレンチを初の国産化。旧社名は前田金属工業。
- トーコマ（TOKOMA）- かつて兵庫県小野市に本社を置いていたドライバー専門の工具メーカー。2015年に破産。
- トップ工業（TOP） - 新潟県三条市に本社を置く大手作業工具総合メーカー。
- 長堀工業（NAC） - インパクトソケット類の専門メーカー。
- 日本エマソン（RIDGID） - 米国エマソングループに属するリッジツールの日本法人。リッジツールは配管用機器・工具を主力とするメーカー。
- 秦製作所（FLAG） - ラチェット、ソケットの専門メーカー
- 花園工具（VICTOR） - ペンチ・ニッパー・プライヤ・ラジオペンチ類を主力とする電設工具メーカー。
- ビックス（BIX） - ビット・インパクトソケット類の専門メーカー。
- HI－TOOL（TRIGGER　GRIP）- 大阪府枚方市に本社を置く新興工具メーカー
- 平井工具（BROWN） - 主にスクリュービットに使われる素材をそのままスクリュードライバーとして製品化し尚且つ低価格を売りにしてる工具メーカー。
- 廣田工具製作所（サクラトンボ）（ダービー） - made in Nipponにこだわる工具メーカー。
- フジ矢（FUJIYA）- ペンチ・ニッパーを主力とするメーカー。ペンチのトップメーカーである。
- フラッシュツール（FPC） - ソケットレンチを専門とするメーカー。
- ベッセル（VESSEL） - ドライバーを主力とするメーカー。ドライバーの国内シェア約60%を占める。
- ホーザン（HOZAN） - 自転車用・電線用・電子機器用等の汎用工具総合メーカー。静電気対策製品にも注力している。
- 松阪鉄工所・松阪工具（MCC） - 国産初のパイプレンチ・ボルトクリッパを商品化したメーカー。
- マーベル（MARVEL） - 電設工具の総合メーカー。圧着工具で知られる。
- マルト長谷川工作所（KEIBA）- ニッパー・ペンチ・プライヤ類を主力とするメーカー。早期から工業デザインに注力している。
- 水戸工機（MITOLOY）
- 室本鉄工（MERRY） - 手動工具のメリー（MERRY）と空圧工具のナイル（nile）の2つのブランドを持つメーカー。
- 山下工業研究所（Ko-Ken） -  ソケットレンチの専門のメーカー。
- ルビコン（RUBICON） - スクリュードライバーを主力に数々の特許を持つメーカー
- ロブテックス（LOBSTER） - モンキーレンチ・プライヤ・ペンチ類とリベッターを主力とするメーカー。エビ印の商標で知られる。
- 若穂囲製作所（WISE） -  六角棒スパナの専門メーカー。
- ワタオカ - 明治23年創業の日本国内でトップシェアを持つ広島県呉市のやすりメーカー。

### 動力工具
- アサダ（Asada） - 大手作業機器・工具メーカー。1953年（昭和28年）に国産初の配管用可搬式電動パイプマシンを開発。
- IKK（DIAMOND） - 1974年（昭和49年）に国内初の電動油圧式鉄筋カッターを開発。旧社名は、石原機械工業株式会社。
- 育良精機（IKURA） - 主力商品は鉄筋業者用携帯式油圧機器。旧社名、株式会社曽根工具製作所製品。
- 泉精器製作所（IZUMI） - 2010年（平成22年）に民事再生法適用、新生株式会社泉精器製作所として事業を再開。
- オグラ （Ogura） - 主力商品は鉄筋業者用携帯式油圧機器。1949年（昭和24年）に国産初のパイプ切断ねじ切り機を発売。
- 京セラインダストリアルツールズ（RYOBI） - 2018年（平成30年）にリョービ株式会社から新設分割の上で事業移管。
- 日本ヒルティ（Hilti）
- パナソニック（Panasonic）
- 工機ホールディングス（HIKOKI） - 旧日立工機（HITACHIブランド）
- レッキス工業（REX） - 配管用機械・工具、環境機器の大手メーカー。パイプマシンは国内シェアトップ。
- マキタ（Makita）
- マックス（MAX）
- 川口電機製作所
- サン機工
- 住友電工ハードメタル

### 他の工具
- 旭ダイヤモンド工業
- アライドマテリアル
- MMCコベルコツール
- エラステック
- エイト
- エーワン精密
- エスティック
- オギハラ
- オグラ
- オーエスジー
- 兼房（KANEFUSA）
- カネシカ
- 協和精工
- クボタケミックス
- クレトイシ
- コンセック（HAKKEN）
- 三機商事
- シリウスビジョン
- スギノマシン
- 住友電気工業
- 京セラ
- TJMデザイン（TAJIMA） - 1909年創業、コンベックス・LEDライト・ハーネス安全帯などの総合ツールメーカー。
- タンガロイ
- ダイジェット工業
- ダイヤ精機
- 中京
- 津根マシンツール
- 東京ダイヤモンド工具製作所
- 東洋刃物
- 豊田バンモップス
- 中村超硬
- 名古屋ダイヤモンド工業
- 新潟精機
- ニートレックス
- 仁方やすり
- 日工
- 日東工器
- 日本ダイヤモンド
- 日本特殊合金
- 日本オートマチックマシン
- 日本プララド
- ハセガワ
- 藤井電工
- 富士精工
- 不二越（NACHI）
- 富士製砥（高速電機/Kosoku）
- ヘラマンタイトン
- マサダ製作所
- 松浦機械製作所
- 松岡カッター製作所
- 松阪工具
- 松阪鉄工所
- ミクロン精密
- ミナロ
- ミヤナガ
- 三菱マテリアル
- ムラテックKDS
- MOLDINO
- YASUI
- 彌満和製作所
- ユキワ精工
- レイホー製作所
- ワイズ

## 中華民国（台湾）
- イーマーク（E-Mark Tools International Co., Ltd.） / 彰化市

1993年に設立。専門は六角棒とドライバーで、特に絶縁ドライバーに注力している。スパナ、ソケットなどの製品もOEM対応している。
- ハイファイブ（Hi-Five Products Developing Co.） / 台中市

HI-FIVEは、Hi-Value、Hi-Revolution、Hi-Quality、Hi-ImageとHi-Efficiencyの5つの商品特性を社名としている。会社創設者は、ギアレンチ開発者のBobby Hu,（ボビー）で、製造会社ではなく工具の研究開発や企画設計をしている会社である。REVERSE GEAR（リバースギア）はHI-FIVEオリジナル設計のギアラチェットレンチである。
- INFAR（Infar Industrial Co., Ltd.） / 桃園市

1978年創立。DIYとプロ用レンチの手動工具メーカーである。270人の従業員、年2500万本のレンチ生産能力を持つ。1993年に、中国でKunshan Infar を立上げ、2004年にVPA GSの認可取得。ソケットレンチ、ラチェットレンチ、ギアラチェットレンチ等。各社から販売されているGEARTECH（ギアテック）という名称のギアラチェットレンチは全てINFARのOEM製品である。
- キングトニー（King Tony Tools） / 台中市

1976年にCharles LaiとTony Linが鍛造工場を設立。1984年にプロ用専門工具のメーカーとしてKing Tony Toolsブランドを立ち上げる。ソケットレンチ、トルクレンチ、レンチ、ドライバー、プライヤ、ニッパー、工具箱等。
- カボ（Kabo Tools Company） / 台中市

台湾国内での生産のみで、一流メーカーにOEM供給している。主な製品はレンチ、ソケットレンチ、ソケット類。
- リーウェイ（Lea Way Hand Tool Corporation） / 台中市

1965年設立。整備用手動工具専門メーカーである。ダナハーツールグループ傘下の1社として1991年から、顧客ブランドでソケット、ソケットレンチ、ギアレンチ（GearWrench）、ギアラチェット（GearRatchet）とギアドライバー（GearDriver）を製造。現在はAPEXツールグループに属する。
- シグネット（Signet Tool Inc.） / 台中市神岡区

1990年創立。日本・カナダ・イスラエルの3社による共同出資によりシグネットインターナショナルとして本部をオンタリオ州ピカリングに設立したが、現在は台湾（台中市神岡区）に本部を移転している。主力工具は、ギアレンチで、ソケットレンチ、コンビネーションレンチ、プライヤ、ドライバーなどを販売するが、シグネットは工場を持たないファブレス企業であり製造メーカーではない。ブランド名の由来は、「ブランドの魅力を世界に広めよう」のSIGNAL NETWORKからきている。
- Smoos Tool（Smoos Tool Co., Ltd.） / 台中市

商標SMOOSの由来は、3つの英単語が起源となっている。太陽（Sun）・月（Moon）・星（Star）の様に市場で永遠に輝く事を望み、SMOOSとしている。およそ20年間をOEM工具メーカーとして整備用手動工具を生産しており、最近（1990年頃）独自のブランドSMOOSを立ち上げた。
- ワールパワー（Whirlpower Enterprise Co., Ltd.） / 台中市

1983年に創立された台湾の台中市にある建設・自動車・その他産業用の手動工具メーカー。自社ブランドで世界30カ国に輸出し、輸出先は80%がヨーロッパである。ドライバーが主力で他にニッパー・六角棒スパナ・プライヤ・レンチ類・ケーブルカッター等がある。
- ワイシーツール（Yih Cheng Factory Co., Ltd.） / 南投市

1952年設立。1981年よりY.C. Hand Toolsの名称を使用する。ブランドロゴはLANCERである。現在は南投市のNankang工業地域で生産ニーズにOEM提供している。三色のインジェクション成形技術に優れる。主な製品は、絶縁ドライバー・ラチェットドライバー・充電インパクトレンチである。

## 中国
- ジェイテック（Shanghai Jetech Tool Co., Ltd. / 上海捷科工具有限公司）/ 上海市

1999年に日本と中国とドイツの資本により設立。ハンドツールを中心に中国国内や海外販売を行っており、中国国内での整備工具シェアはアメリカ資本のSATAについて2位である。日本でもバイク整備用工具が2りんかん、ナップス、ライコランドの大手用品店で販売されている。日本の生産品質管理技術を導入することで厳密な規格をクリアし、機能性を向上させた製品を開発している。
- ジェイジェイツール（Ningbo JieJie Tools Co., Ltd / 寧波市杰杰工具有限公司） / 浙江省寧波市

1995年に寧波市に設立された総合手動工具メーカーである。主力製品はツールセットの設計製造で、南北アメリカ、オーストラリアとヨーロッパへの輸出が多い。従業員数は400人で、本社工場は敷地面積55,000平方メートルを占める。2004年にISO9001を取得している。
- ティーティーアイ（英語版）（Techtronic Industries Co., Ltd. / 創科實業有限公司） / 香港特別行政区葵青区

1985年設立。電動工具、園芸工具、各種掃除機製品、関連器具のメーカーである。Ryobi®, Milwaukee®, AEG®, DreBo®, Homelite®, Royal®, Dirt Devil®, Regina® ,VAX®のブランドを有している。従業員数16772人。
- マックスパワー（Wendeng MAXPOWER TOOL Group Co., Ltd. / 威力工具集団有限公司） / 山東省文登市

1968年設立の手動工具メーカー。スパナとプライヤの手動工具を主に製造し、年間20,000,000丁の生産能力を持つ。MAXPOWERの他にWEIDA、WEILIDAのブランド名を有している。
- ワイエーツール（YuYAO YongAn Tools Factory / 余姚市永安五金工具廠） / 浙江省寧波市

2004年に寧波市に設立された総合手動工具メーカー。主力製品は金型、部品、手工具の設計製造で、北米、ヨーロッパ、ロシアへの輸出が多い。
- ラオア・ツールズ（Shanghai Xingou Industrial Co., Ltd. / 上海新溝工業有限公司） / 上海市

2010年より工具ブランドLAOA（老A）を立ち上げ、数多くの特許を取得し中国の大手工具サプライヤーとしてヨーロッパ、アメリカ、アジア地域の多くの国で輸出販売している。プライヤーの名品USA.Channellock-Slip Joint Pliers 5410 の製造権を取得し完全自社製造して日本へもOEM販売されている

## その他の国
- フィスカース（Fiskars Corporation） / フィンランド ヘルシンキ アラビアンランタ（英語版）

1649年にフィンランドのフィスカースで設立される。オレンジ色のハンドルがついた鋏で知られているガーデン用品分野では世界No.1のハサミメーカーである。レバー比を向上させる独特のパワーギヤ構造は多くの国で特許を取得している。又、1967年に世界で初めてハサミのハンドル部のプラスチック化に取り組んだ。フィスカースグループは、Fiskars, Iittala, Gerber, Silva, Buster等のブランドを所有している。2008年の売上高は、697,000,000ユーロ、従業員数3800人の多国籍企業である。
- ヒルティ（Hilti Corporation） / リヒテンシュタイン シャーン

1941年、マルティン・ヒルティ（Martin Hilti）とオイゲン・ヒルティ（Eugen Hilti）兄弟が5人の同僚とリヒテンシュタイン公国に創設。建築、土木、電気、設備業のアンカーや建設用鋲などによる留付けに関わる製品を開発、製造、販売、世界約121か国に事業を展開する従業員約20,000名のグローバル企業。
- インガーソル・ランド （Ingersoll-Rand plc） / アイルランド ダブリン

1871年に削岩機メーカーとして始まり、1943年に世界初となるエアーインパクトツールを開発し、ツインハンマーを世界初の特許を取得している。1910年代にはコンプレッサーやエアツールもトップブランドとなる。2012年現在、年間売上高100億ドルを超える企業グループである。
- バーガス（Vargus Ltd.） / イスラエル ナハリヤ

1960年、ドイツに本社のある多国籍企業NEUMO Ehrenbergの切削工具部門として、イスラエルのナハリヤに設立。ノガと並ぶバリ取り・面取り工具メーカー。
- ノガ（Noga Engineering & Technology(2008) Ltd.） / イスラエル シュロミ（ヘブライ語版、英語版）

1980年にグスタフ・ヒルシュ（Gustav Hirsch）と二人の息子により設立された。金属やプラスチック等の切断面、ドリル穴等のバリを手作業で簡単に除去するバリ取り工具の専門メーカーである。Nogaとは、ヘブライ語で「光り、輝き」の意味を示す。日本法人はノガ・ウォーターズ株式会社
- ネス（Shilo Technologies Ltd.） / イスラエル エルサレム

1986年に設立されたシャイテクノロジーズ（Shilo Technologies Ltd.）は、タップやダイスを使わずに一丁で多サイズのねじを修正できる特許登録の「ねじ山修正工具」の専門メーカーである。おねじ用とめねじ用がある。
- リコイル（Recoil） / オーストラリア

1980年にメルボルンで設立。ねじ山を修理・補強できるリコイルシステムで知られる。2020年現在はアーコニックのブランド。
- サタ（SATA Tools） / シンガポール

サタ・ハンドツール（Sata Tools）はアペックスツールグループが所有しているアメリカと台湾の合弁会社で、事務所機能のみシンガポールに置き、製造拠点は中国 に置き製造している。ギアレンチ・ソケットレンチ・レンチ・トルクレンチ・プライヤ・ハンマー・六角棒スパナ・ドライバー (工具)等がある。
- シドクローム（英語版）（Sidchrome tools） / オーストラリア ビクトリア州メルボルン

シドクロームは、1931年ロイストン・シドンズにより設立されたオーストラリアの自動車用工具メーカーのブランド。1990年にスタンレー・ブラック&デッカーの子会社となる。
- トライトン（Triton Tools） / オーストラリア

ジョージ・ルーウィンが1976年に世界で最初のワークステーション（ワークセンター・丸ノコ作業台）を発明後、1983年設立のDIYユーザを主としたワークステーションと木工用電動工具メーカである。現在、電気丸のこ、ルータ (工具)などに渡る木工関連の豊富な製品を製造販売している。英国、日本、ニュージーランド、南アフリカ、カナダ、アメリカに販売代理店がある。
- ユニオール（Unior d.d. / Unior Hand tools） / スロベニア ズレチェ

中央ヨーロッパのスロベニアにあるミルコ（Mirko Bremec）とウォルター・マッハ（Walter Mach）により1919年に創業された老舗メーカー。ダイムラークライスラーやフォルクスワーゲンの自動車鍛造部品を生産しており、その鍛造技術が工具製造にも活かされている。レンチ、ペンチ、ボルトカッタ、パイプレンチ、配管工具、エンビカッタ、ドライバー、ソケットレンチ、鋏、ハンマー、キャビネット、スツール、各種電動ツール、絶縁工具等の総合工具メーカー。